# Cercopithecus
Los cercopitecos (Cercopithecus) son un género de primates catarrinos de la familia Cercopithecidae que agrupa a 26 especies. Su tamaño máximo es de 1,3 metros y su peso es de unos 8 kilogramos. Su expectativa de vida es de unos 25 años.

## Costumbres
Su dieta consiste en frutas, semillas, flores, tallos frescos, hierba, insectos, reptiles y pájaros en el nido. Se distribuyen por toda África. Su hábitat es la sabana, manglares y montes rodeados de agua.
Viven básicamente en los árboles. Los cercopitecos tienden a vivir en pequeños grupos jerárquicos de unos 20-40 miembros, con cada hembra adulta en el centro de un pequeño grupo familiar. Son particularmente expresivos tanto facial como vocalmente. El nombre que reciben en inglés ("guenon") viene de la palabra francesa que designa miedo, relacionada con cuando están excitados y exponen sus dientes en una mueca.

## Especies
- Cercopithecus albogularis
- Cercopithecus ascanius
- Cercopithecus campbelli
- Cercopithecus cephus
- Cercopithecus denti
- Cercopithecus diana
- Cercopithecus doggetti
- Cercopithecus dryas
- Cercopithecus erythrogaster
- Cercopithecus erythrotis
- Cercopithecus hamlyni
- Cercopithecus kandti
- Cercopithecus lhoesti
- Cercopithecus lomamiensis[2]
- Cercopithecus lowei
- Cercopithecus mitis
- Cercopithecus mona
- Cercopithecus neglectus
- Cercopithecus nictitans
- Cercopithecus petaurista
- Cercopithecus pogonias
- Cercopithecus preussi
- Cercopithecus roloway
- Cercopithecus sclateri
- Cercopithecus solatus
- Cercopithecus wolfi